# Benjamin Nottingham Webster
Benjamin Nottingham Webster (Bath, Inglaterra, 3 de septiembre de 1797 - 3 de julio de 1882) fue un dramaturgo, director y actor de teatro británico.

## Biografía
Hijo de un profesor de baile, nació el 3 de septiembre de 1797 en la ciudad inglesa de Bath. Tras hacer de Arlequín, interpretó pequeños papeles en el Teatro Drury Lane y en 1829 estuvo en el Teatro Haymarket, del cual fue arrendatario desde 1837. Construyó el nuevo Teatro Adelphi en 1859 y, tiempo después, el Teatro Olímpico, el Teatro Princess y el Teatro St James quedaron bajo su control. Fue el patrocinador de todos los dramaturgos contemporáneos y de muchos de los mejores actores, quienes le debían la oportunidad de triunfar.
Entre sus papeles como actor destacan Triplet en Masks and Faces, Joey Ladle en No Thoroughfare, y John Peerybingle su propia dramatización de El grillo del hogar. Además, escribió, tradujo o adaptó casi un centenar de obras de teatro. Webster se retiró de su trabajo en los teatros en 1874 y murió el 3 de julio de 1882. 
Su hija, Harriette Georgiana, fue la primera esposa de Edward Levy-Lawson, primer Barón Burnham, y su hijo, W. S. Webster, tuvo tres hijos: Benjamin Webster (nacido en 1864 y casado con la señorita May Whitby), Annie (esposa de A. E. George) y Lizzie (esposa de Sydney Brough), todos ellos bien conocidos en los teatros londinenses.